# Academy of St Martin in the Fields
Pour les articles homonymes, voir St Martin-in-the-Fields (homonymie).
L'Academy of St Martin in the Fields est l'un des principaux orchestres de chambre britannique.

## Histoire
Fondé en 1958 à Londres sous le nom de « The Academy of St. Martin-in-the-Fields » par sir Neville Marriner, l'orchestre donne son premier concert le 13 novembre 1959. Il n'est initialement composé que des cordes et se produit à l'église St Martin-in-the-Fields, non loin de Trafalgar Square. Puis Marriner inclut les instruments à vent et élargit le répertoire de l'orchestre. Il réalisera plus de 500 enregistrements avec cet ensemble, qui devient ainsi l'un des orchestres de chambre ayant gravé le plus de disques au monde.
L'orchestre joue un rôle essentiel dans la renaissance de la musique baroque au milieu du XXe siècle, en proposant des interprétations fluides et légères du répertoire baroque (puis classique), sur des instruments modernes. Il annonce ainsi la révolution musicale des « baroqueux » (Nikolaus Harnoncourt, Gustav Leonhardt, etc.) qui utilisent les instruments d'époque, mode à laquelle Marriner n'a jamais voulu adhérer.
Président à vie, Neville Marriner dirige l'orchestre jusqu'à sa mort, même s'il a cédé la direction musicale dans les années 1970, d'abord à Iona Brown puis à Kenneth Sillito (cs) dans les années 1980. Depuis 2000, le pianiste Murray Perahia est le principal chef d'orchestre invité.
Le chœur de l'Academy of St Martin in the Fields a été créé en 1975.

## Répertoire
L'enregistrement du Messie de Haendel en 1976, avec en solistes Elly Ameling, Anna Reynolds, Philip Langridge et Gwynne Howell, reste à ce jour une référence. Celui du Songe d'une nuit d'été (musique de scène écrite par Felix Mendelssohn pour la pièce de Shakespeare) est également reconnu. L'orchestre a aussi réalisé la sélection et les arrangements de la musique des films Amadeus (1984) et Titanic (1997). Il est l'interprète des chœurs de l'hymne de la Ligue des champions.

## Discographie
L'orchestre a enregistré pour les labels Argo, Capriccio (en), Chandos, Decca, EMI Classics, Hänssler, Hyperion, et Philips.

### Autres orchestres londoniens
- Orchestre philharmonique de Londres (London Philharmonic Orchestra)
- Orchestre symphonique de Londres (London Symphony Orchestra)
- Orchestre philharmonique royal (Royal Philharmonic Orchestra)
- Orchestre Philharmonia
- English Chamber Orchestra
- Orchestre symphonique de la BBC
- Orchestre du Siècle des Lumières (Orchestra of the Age of Enlightenment)
- London Mozart Players